# Mario Enrique Ríos Montt
Mario Enrique Ríos Montt C.M. (Huehuetenango, 17 de marzo de 1932) es un sacerdote guatemalteco, obispo auxiliar emérito de la Arquidiócesis de Santiago de Guatemala. Realizó sus estudios con los Padres Paulinos y fue ordenado sacerdote el 12 de julio de 1959. En 1987 fue nombrado obispo auxiliar de la Arquidiócesis de Guatemala cargo que ejerció hasta 2010, posteriormente fue el vicario de Pastoral de la misma hasta 2010.
Su hermano fue el exgeneral Efraín Ríos Montt, quien fue un político muy conocido en Guatemala que ejerció como presidente de facto entre 1982 y 1983, además fue presidente del congreso del país.

## Biografía

### Primeros años y puntos de vista políticos
Mario Ríos nació en Huehuetenango el 17 de marzo de 1932, en el seno de una familia numerosa de 13 hijos de un comerciante rural pobre. Los biógrafos de la familia Ríos Montt compararon a Mario Enrique con su hermano mayor José Efraín, diciendo que a Efraín le gustaban los mapas y los desfiles militares; Mario todas las mañanas iba a Misa y oraba después de la escuela con los sacerdotes. Después ingresó en los Padres Paulinos y fue ordenado sacerdote el 12 de julio de 1959. El 13 de julio de 1974 Montt fue nombrado obispo titular de Tigualá (Diocesis tigualensis) y prelado de Escuintla por el Papa Pablo VI y fue ordenado obispo el 27 de septiembre del mismo año por el nuncio apostólico en Guatemala, el Arzobispo Emanuele Gerada. Sus co-consagrantes fueron el Obispo de San Miguel, José Eduardo Álvarez Ramírez, CM, y Víctor Hugo Martínez Contreras, Obispo Auxiliar de Huehuetenango.
Montt adoptó la teología de la liberación de orientación izquierdista (que era lo contrario a su hermano mayor Efraín, quien se convirtió al evangelicalismo desde el catolicismo) y adoptó los discursos políticos antigubernamentales de la Iglesia católica guatemalteca, en ese momento, como protestas contra la represión, llamados a políticas sociales activas y lucha contra la pobreza.

### Confrontación política con su hermano
El 23 de marzo de 1982 como resultado de un golpe militar al poder en Guatemala, tomó el gobierno una junta militar, encabezada por Efraín Ríos Montt, quien posteriormente asumió como presidente. Bajo la guerra civil, se estableció un régimen a gran escala de lucha en contra de la insurgencia en la cual existió represión política en contra de quienes apoyaban esos actos, alcanzado una escala sin precedentes. Al mismo tiempo, el grupo gobernante se distinguía por un evangelismo protestante fanático y desconfiaba de la población católica, pues algunos sacerdotes se habían integrado a las filas de la guerrilla.
Bajo dicho régimen, Mario Ríos Montt se opuso públicamente a las políticas represivas de su hermano mayor y tuvo que, por consejo del mismo jefe de Estado, abandonar temporalmente el país y trasladarse a Italia a fin de resguardar su vida.

### Obispo y derechos humanos
Luego del cambio de poder en agosto de 1983, Montt regresó a Guatemala y el 3 de marzo de 1984 renunció como prelado de Escuintla. El 24 de enero de 1987 fue nombrado obispo auxiliar de la Arquidiócesis de Santiago de Guatemala y desde ese momento ejerció como vicario de Pastoral de la misma hasta 2010.
El 26 de abril de 1998 fue asesinado el obispo Juan Gerardi, dos días después de haber publicado su informe «Guatemala: Nunca Más», donde presentó una recopilación de cuarenta años guerra civil en ese país en el que aseguraron que 200 000 indígenas murieron y hubo un millón de exiliados. Aseguraron que nueve de cada diez víctimas eran civiles desarmados, en su mayoría indígenas (se tiene información que la guerrilla se infiltraba en las comunidades guatemaltecas) y que el 90 % de las muertes había sido responsabilidad del Estado guatemalteco. Al morir Gerardi, Mario Enrique Ríos Montt se hizo cargo de sus funciones en la Oficina de Derechos Humanos del Arzobispado de Guatemala (ODHA).
En el aspecto sociopolítico, Mario Enrique Ríos Montt siempre fue opositor de su hermano, José Efraín Ríos Montt. Sin embargo, los hermanos frecuentemente se reunían en celebraciones familiares y se comunicaban de manera amistosa, tratando siempre de evitar hablar de política.
El 2 de octubre de 2010, el papa Benedicto XVI aceptó su renuncia, como obispo auxiliar, por motivos de edad, y el 26 de julio de 2011 fue nombrado administrador apostólico del vicariato de Izabal, donde sustituyó a Gabriel Peñate Rodríguez mientras tomaba posesión el nuevo vicario Domingo Buezo Leiva el 9 de febrero de 2013.
El 1 de abril de 2018 falleció su hermano, Efraín, Mario asistió al velatorio y sepultarlo.